# Parapseudes latifrons
Parapseudes latifrons är en kräftdjursart som först beskrevs av Grube 1864.  Parapseudes latifrons ingår i släktet Parapseudes och familjen Parapseudidae. Inga underarter finns listade i Catalogue of Life.